# Garik Papoján
Garik Papoján, örményül: Գարիկ Պապոյան (Gjumri, 1984. szeptember 20. –) örmény színész, zenész, dalszövegíró, műsorvezető és humorista. 

## Fiatalkora
1984. szeptember 20-án született Gjumriban. 
Középfokú végzettségét a jereváni 196-os középiskolában szerezte. 2001-ben beiratkozott az Orosz-Örmény Egyetem Turisztikai és Reklámtudományi karára, amelyet 2008-ban felyezett be. 2003-tól 2005-ig az örmény hadseregben szolgált. 

## Pályafutása
2007–2010 között humoristaként dolgozott a 32 Atam clubnak. 2010–2017 között az örmény X-Faktor mentora volt. 
2014-ben dalszövegírója volt az örmény Not Alone című eurovíziós dalnak. A dal Aram Mp3 előadásában a verseny negyedik helyezettje lett. 2016-ban Szona Rubenjánnal közös projektbe fogott Garik & Sona néven. Az örmény Rock Generation alapítója. 2019-ben ismét az örmény Eurovíziós szerzemény, a Walking Out dalszövegírója volt. A Srbuk által előadott dal végül nem jutott be a 2019-es Eurovíziós Dalfesztivál döntőjébe. 2021 óta az örmény Álarcos Énekes nyomozója.
2022-ben ő volt a torinói Eurovíziós Dalfesztivál kommentátora Hrachuhi Arutyunovnával, majd a döntőben ő jelentette be az örmény szakmai zsűri szavazatait. November 18-án az Örmény Közszolgálati Televízió (APMTV) bejelentette, hogy Garik lesz a Jerevánban megrendezésre kerülő 2022-es Junior Eurovíziós Dalfesztivál társműsorvezetője Iveta Mukuchyan és Karina Ignatyan mellett.

## Magánélete
2012 augusztusában eljegyezte Marianna Vardanjánnt, akivel az örmény X-Faktor forgatása alatt találkoztak.